# Карпово (Ступинский район)
Карпово — деревня в Ступинском районе Московской области в составе Аксиньинского сельского поселения (до 2006 года — Аксиньинский сельский округ). В Карпово на 2015 год 4 улицы и 2 садовых товарищества, действующая кирпичная часовня, построенная в 1900 году в память Коронования Их Императорских Величеств.
Карпово расположено в центральной части района, с внешней стороны Московского большого кольца. Деревня находится в верховье реки Городенка, правого притока реки Северка, высота центра села над уровнем моря — 151 м. Ближайшие населённые пункты: около 2 км на юго-запад пгт Малино (там же железнодорожная станция), примерно в 2 км на северо-запад — Белыхино и в 3 км северо-восточнее Аксиньино.

## Население
| 2002 | 2006 | 2010 |
| ---- | ---- | ---- |
| 310  | ↗316 | ↗352 |